# Serrat de Guardiola (Castellar del Vallès)
El Serrat de Guardiola és una muntanya de 645 metres que es troba al municipi de Castellar del Vallès, a la comarca del Vallès Occidental.